# میخال اوردوش
میخال اوردوش (چکی: Michal Ordoš؛ زادهٔ ۲۷ ژانویهٔ ۱۹۸۳) بازیکن فوتبال اهل جمهوری چک است.
از باشگاه‌هایی که در آن بازی کرده‌است می‌توان به باشگاه فوتبال بوهمیانس ۱۹۰۵، باشگاه فوتبال سیگما اولوموتس، و باشگاه فوتبال ملادا بولسلاف اشاره کرد.
وی همچنین در تیم ملی فوتبال جمهوری چک بازی کرده‌است.